# Teatro Kursaal (Lugano)
Il teatro Kursaal (conosciuto anche come Casinò Lugano) è un ex teatro e casinò di Lugano, in Svizzera.
Costruito originariamente nel 1897 su progetto di Achille Sfondrini, è stato demolito nel 2001 e ricostruito nel 2002 con le attuali sembianze.
Ha ospitato la prima edizione dell'Eurovision Song Contest nel 1956, organizzata dall'emittente elvetica SRG SSR e vinta dalla cantante Lys Assia.

## Storia
L'edificio originario del teatro fu progettato dall'architetto italiano Achille Sfondrini nel 1896.
La costruzione avvenne intorno al 1897 ad opera della Società del Teatro di Lugano, composta da circa 177 azionisti con un capitale di 230 000 franchi svizzeri, con l'obiettivo di fornire alla città uno spazio per concerti musicali o spettacoli teatrali.
Nel 1912 la Società, dopo aver ottenuto una licenza per il gioco d'azzardo, cambiò prima il suo nome in Società del Teatro e poi, nel 1922, in Casinò Kursaal di Lugano.
Nel 1970 la città di Lugano ne è diventato il maggior azionista e nell'aprile del 1997 il teatro fu chiuso e demolito quattro anni dopo per far spazio al casinò.
Nel 2021 Casinò Lugano, dopo aver ottenuto una licenza per il gioco d'azzardo online in Svizzera, ospita presso la struttura gli uffici del brand online Swiss4Win.ch
La struttura ha riaperto il 28 novembre 2002.